# 帕迪·麦克奈尔
帕特里克·詹姆斯·科尔曼·“帕迪”·麦克奈尔（英語：Patrick James Coleman "Paddy" McNair，1995年4月27日—）是一名北愛爾蘭足球员，司职后卫，效力于英冠球队米德尔斯堡，並代表北愛爾蘭國家足球隊參加國際比賽。

## 职业生涯
麦克奈尔在12岁时被曼联驻北爱尔兰球探托尼库尔特发现，从此他便开始在学校放假时前往曼联进行训练。2011年他终于与曼联签约，他在巴里克莱小马队踢中场的表现给曼联的球探们留下了深刻的印象，但是曼联青年队教练麦坚尼斯后来把他改造成了一个后卫。把他从中场改造为后卫时，麦吉尼斯把麦克奈尔比作卡里克。
在2014年9月27日曼联于主场老特拉福德球场2-1战胜西汉姆联的比赛中，麦克奈尔第一次代表曼联在英超出场。得益于队中后防线的伤病危机，他得到了首发的机会。麦克奈尔在比赛中坚实的防守得到了主教练范加尔和球迷们的大加赞扬，在曼联被罚下一人后他还上演了一次至关重要的头球解围。
2016年8月11日，麦克奈尔与桑德兰签订了一份为期四年的合同。

## 职业生涯数据

### 俱乐部
最後更新：2014年10月5日
| 俱乐部   | 赛季     | 联赛     | 联赛 | 联赛 | 足总杯 | 足总杯 | 联赛杯 | 联赛杯 | 其它 | 其它 | 统计 | 统计 |
| 俱乐部   | 赛季     | 联赛     | 上场 | 进球 | 上场   | 进球   | 上场   | 进球   | 上场 | 进球 | 上场 | 进球 |
| -------- | -------- | -------- | ---- | ---- | ------ | ------ | ------ | ------ | ---- | ---- | ---- | ---- |
| 曼联     | 2014–15  | 英超     | 16   | 0    | 2      | 0      | 0      | 0      | 0    | 0    | 18   | 0    |
| 曼联     | 统计     | 统计     | 16   | 0    | 2      | 0      | 0      | 0      | 0    | 0    | 18   | 0    |
| 生涯统计 | 生涯统计 | 生涯统计 | 16   | 0    | 2      | 0      | 0      | 0      | 0    | 0    | 18   | 0    |